# Darrell Walker
Darrell Walker (ur. 9 marca 1961 w Chicago) – amerykański koszykarz oraz trener, występował na pozycji obrońcy, mistrz NBA z 1993 roku.

## Osiągnięcia
Na podstawie, o ile nie zaznaczono inaczej.
NCAA
- Uczestnik rozgrywek:
  - Sweet Sixteen turnieju NCAA (1981, 1983)
  - turnieju NCAA (1981–1983)
- Mistrz:
  - turnieju konferencji Southwest (SWC – 1982)
  - sezonu regularnego SWC (1981, 1982)
- Zaliczony do:
  - I składu konferencji SWC (1983)
  - II składu All-American (1983)
- Laureat nagrody – 2015 SEC Legend[3]

NBA
- Mistrz NBA (1993)[1]
- Wybrany do I składu debiutantów NBA (1984)[4]